# 贡布市
12°07′N 104°58′E / 12.117°N 104.967°E
贡布，旧译唝吥，位于柬埔寨南部泰国湾沿岸，是贡布省的首府。柬埔寨华人最主要的密集省份之一。19世纪曾为全国第一大港。胡椒种植中心，胡椒、咖啡、西谷米等的出口港。有铁路和公路通金边。

## 历史
貢布之地自古屬於柬埔寨。18世紀時期，柬埔寨發生內戰，烏迭二世在越南河僊鎮都督鄚天賜的支持下登上柬埔寨王位。作為回報，貢布被割讓給了越南。越南在這裡設置官僚進行管理。此地在越南阮朝史料中被稱為芹渤、廣邊。
1889年，法國殖民當局的人口統計發現此地是個多民族混居地，其中包括高棉人、華人、越南人和馬來人。贡布高棉人住在贡布河左岸，贡布华人（ចិនកំពត）住在贡布河右岸。

## 友好城市
- 法國 洛涅